# Стейбен (Нью-Йорк)
Стейбен (англ. Steuben) — місто (англ. town) в США, в окрузі Онейда штату Нью-Йорк. Населення — 1081 особа (2020).

## Демографія
Згідно з переписом 2010 року, у місті мешкало 1100 осіб у 442 домогосподарствах у складі 323 родин. Було 480 помешкань
Расовий склад населення:
| - 98,9 % — білих - 0,3 % — азіатів - 0,1 % — чорних або афроамериканців |

До двох чи більше рас належало 0,7 %. Частка іспаномовних становила 0,4 % від усіх жителів.
За віковим діапазоном населення розподілялося таким чином: 20,7 % — особи молодші 18 років, 64,5 % — особи у віці 18—64 років, 14,8 % — особи у віці 65 років та старші. Медіана віку мешканця становила 45,2 року. На 100 осіб жіночої статі у місті припадало 107,9 чоловіків;  на 100 жінок у віці від 18 років та старших — 109,1 чоловіків також старших 18 років.
Середній дохід на одне домашнє господарство  становив 67 000 доларів США (медіана — 59 375), а середній дохід на одну сім'ю — 73 680 доларів (медіана — 71 750). Медіана доходів становила 45 903 долари для чоловіків та 43 438 доларів для жінок. За межею бідності перебувало 9,3 % осіб, у тому числі 17,1 % дітей у віці до 18 років та 7,5 % осіб у віці 65 років та старших.
Цивільне працевлаштоване населення становило 598 осіб. Основні галузі зайнятості: освіта, охорона здоров'я та соціальна допомога — 25,9 %, роздрібна торгівля — 10,4 %, публічна адміністрація — 9,7 %, будівництво — 9,4 %.